# Temporada 1969-70 de los San Francisco Warriors
La temporada 1969-70 fue la vigesimocuarta de los Warriors en la NBA, y la octava en la ciudad de San Francisco (California), a donde llegaron procedentes de Filadelfia. La temporada regular acabó con 30 victorias y 52 derrotas, acabando en la sexta posición de la División Oeste, no logrando clasificarse para los playoffs.

## Elecciones en elDraft
| Ronda | Puesto | Jugador     | Posición | Nacionalidad   | Universidad |
| ----- | ------ | ----------- | -------- | -------------- | ----------- |
| 1     | 7      | Bob Portman | Escolta  | Estados Unidos | Creighton   |
| 5     | 64     | Willie Wise | Alero    | Estados Unidos | Drake       |

## Temporada regular
| x-Atlanta Hawks        | 48 | 34 | .585 | –  |
| x-Los Angeles Lakers   | 46 | 36 | .561 | 2  |
| x-Chicago Bulls        | 39 | 43 | .476 | 9  |
| x-Phoenix Suns         | 39 | 43 | .476 | 9  |
| Seattle SuperSonics    | 36 | 46 | .439 | 12 |
| San Francisco Warriors | 30 | 52 | .366 | 18 |
| San Diego Rockets      | 27 | 55 | .329 | 21 |

## Estadísticas
| Rk | Jugador        | Edad | P  | PT | MP   | TC  | TCI  | %TC  | TL  | TLI | %TL  | RB   | AS  | FP  | PTS  |
| -- | -------------- | ---- | -- | -- | ---- | --- | ---- | ---- | --- | --- | ---- | ---- | --- | --- | ---- |
| 1  | Nate Thurmond  | 28   | 43 |    | 44.6 | 7.9 | 19.2 | .414 | 6.1 | 8.0 | .754 | 17.7 | 3.5 | 2.6 | 21.9 |
| 2  | Jeff Mullins   | 27   | 74 |    | 38.7 | 8.9 | 19.3 | .460 | 4.3 | 5.1 | .847 | 5.2  | 4.9 | 3.2 | 22.1 |
| 3  | Jerry Lucas    | 29   | 63 |    | 36.5 | 6.1 | 12.1 | .507 | 3.1 | 3.9 | .786 | 14.4 | 2.6 | 2.5 | 15.4 |
| 4  | Jim King       | 28   | 3  |    | 35.0 | 6.3 | 15.3 | .413 | 3.7 | 4.7 | .786 | 5.3  | 3.3 | 2.7 | 16.3 |
| 5  | Clyde Lee      | 25   | 82 |    | 32.2 | 4.4 | 10.0 | .440 | 2.2 | 3.7 | .593 | 11.3 | 1.0 | 3.2 | 11.0 |
| 6  | Joe Ellis      | 25   | 76 |    | 31.3 | 6.6 | 16.1 | .410 | 2.6 | 3.6 | .741 | 7.8  | 1.8 | 3.7 | 15.8 |
| 7  | Ron Williams   | 25   | 80 |    | 30.4 | 5.7 | 13.1 | .432 | 3.5 | 4.2 | .822 | 2.4  | 5.3 | 3.6 | 14.8 |
| 8  | Bill Turner    | 25   | 3  |    | 25.0 | 3.0 | 5.7  | .529 | 1.7 | 3.3 | .500 | 4.7  | 0.3 | 2.0 | 7.7  |
| 9  | Bobby Lewis    | 24   | 73 |    | 18.5 | 2.9 | 7.6  | .382 | 1.4 | 2.1 | .658 | 2.2  | 2.7 | 2.3 | 7.2  |
| 10 | Al Attles      | 33   | 45 |    | 15.0 | 1.7 | 4.5  | .386 | 1.7 | 2.5 | .664 | 1.6  | 3.2 | 2.3 | 5.1  |
| 11 | Adrian Smith   | 33   | 45 |    | 14.1 | 2.1 | 6.0  | .347 | 2.2 | 2.4 | .909 | 1.1  | 1.9 | 1.5 | 6.4  |
| 12 | Bob Portman    | 22   | 60 |    | 13.6 | 3.0 | 6.6  | .445 | 1.1 | 1.4 | .776 | 3.7  | 0.5 | 1.3 | 7.0  |
| 13 | Dave Gambee    | 32   | 73 |    | 13.0 | 2.5 | 6.4  | .399 | 2.1 | 2.5 | .839 | 3.3  | 0.8 | 2.4 | 7.2  |
| 14 | Dale Schlueter | 24   | 63 |    | 10.9 | 1.3 | 2.7  | .491 | 1.0 | 1.5 | .619 | 3.7  | 0.4 | 1.7 | 3.6  |

## Galardones y récords
| Jugador       | Galardón |
| Nate Thurmond | All-Star |